# 卢夫鲁瓦勒
卢夫鲁瓦勒（法語：Louvroil，法語發音：[luvʁwal]）是法国上法兰西大区北部省的一个市镇，位于该省东部，莫伯日市区南部，属于埃尔普河畔阿韦讷区。

## 地理
卢夫鲁瓦勒（50°15'54"N, 3°57'36"E）面积5.9 平方千米，位于法国上法蘭西大區北部省，该省份为法国最北部的省份及最长的省份，西北濒北海，西接加来海峡省，南至埃纳省和索姆省，东与比利时接壤。
与卢夫鲁瓦勒接壤的市镇（或旧市镇、城区）包括：莫伯日、博福尔、大费里耶尔、欧蒙、讷夫梅尼勒、鲁西。

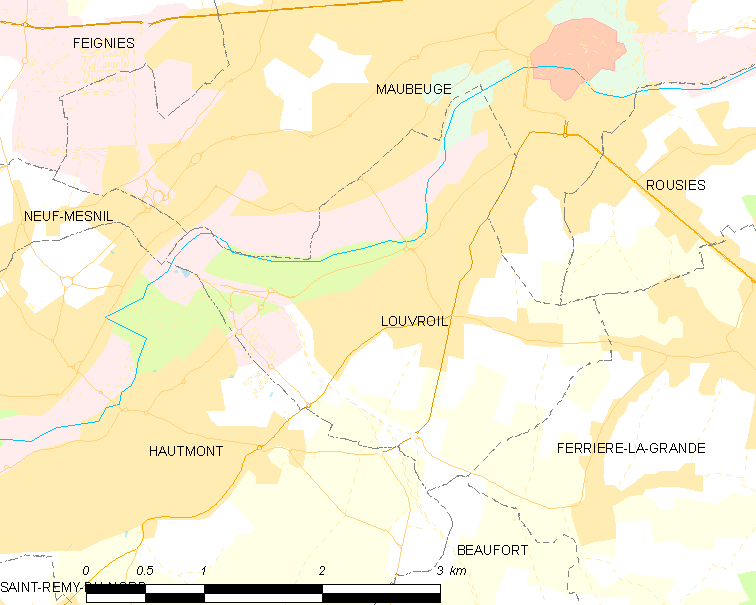
卢夫鲁瓦勒的OSM定位图

卢夫鲁瓦勒的时区为UTC+01:00、UTC+02:00（夏令时）。

## 行政
卢夫鲁瓦勒的邮政编码为59720，INSEE市镇编码为59365。

## 政治
卢夫鲁瓦勒所属的省级选区为莫伯日县。

## 人口

1962-2008年间卢夫鲁瓦勒人口变化图示

卢夫鲁瓦勒于2022年1月1日时的人口数量为6334人。